# Toga (Hiszpania)
Toga – gmina w Hiszpanii, w prowincji Castellón, we wspólnocie autonomicznej Walencja, o powierzchni 13,52 km². W 2011 roku liczyła 140 mieszkańców.